# گکوکوجو

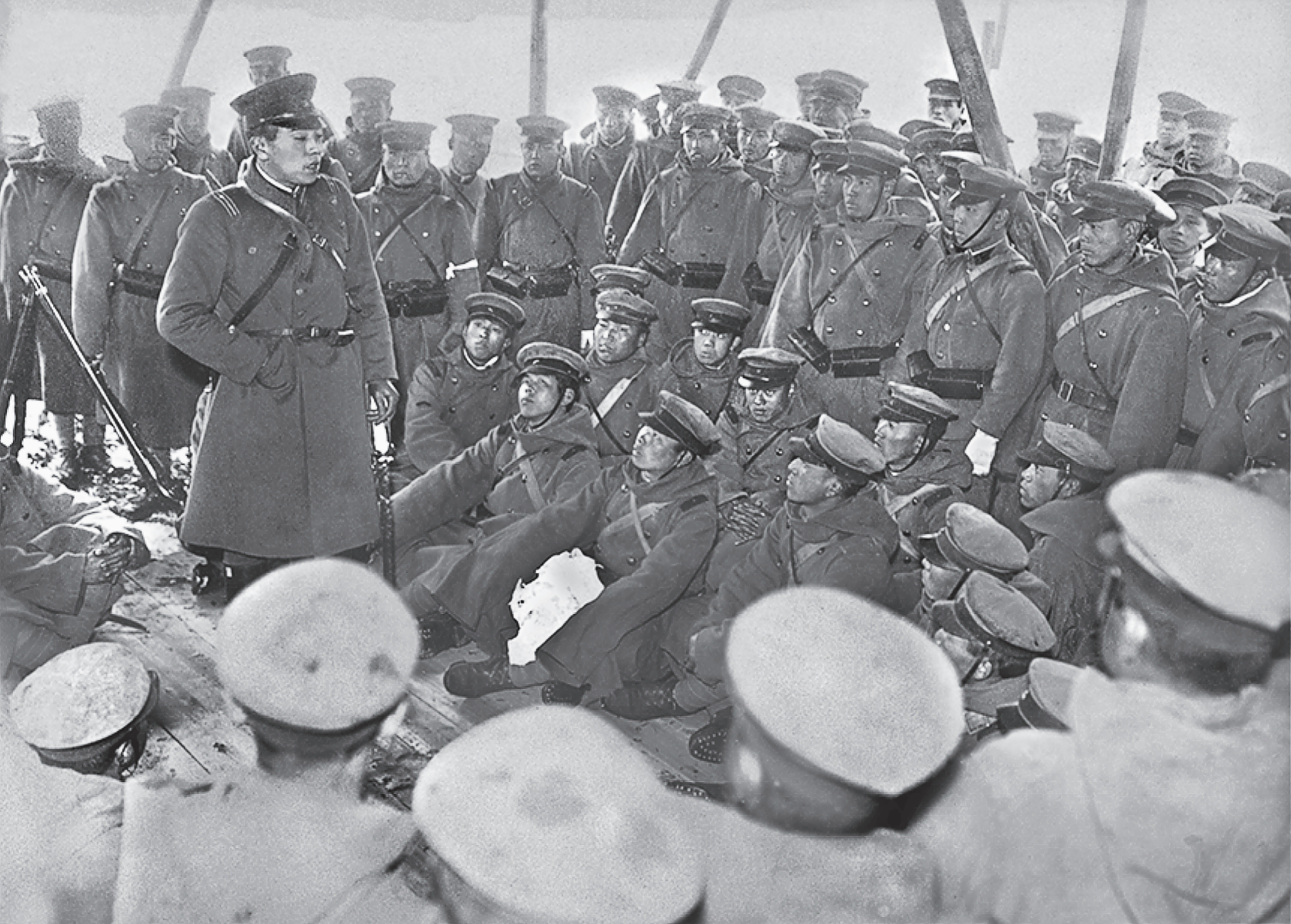
نمایی از نیروهای ژاپنی در حادثهٔ ۲۶ فوریه ۱۹۳۶. این رویداد، مثالی از گکوکوجو «سرنگونی یا فراتر رفتن از مافوق» در زبان ژاپنی است‌.

گِکُوکوجُو (به ژاپنی: 下剋上 Gekokujō) از لحاظ لغوی به معنای «سرنگونی یا فراتر رفتن از مافوق» در زبان ژاپنی است. از نظر تاریخی گکوکوجو به خصوص در دوره موروماچی دیده می‌شود. پس از شورش اونین در سال ۱۴۶۷ میلادی در مناطق گوناگون گِکُوکوجُو رخ‌داد و با براندازی شوگوها یا فرمانداران محلی، افراد فرودست آن‌ها قدرت را در دست گرفتند. در این دوران فرمانداران محلی کوچک برانداخته شدند و جای خود را به دایمیوهای دوره سنگوکو دادند.